# Bouaye

Localització de Bouaye

Bouaye (en bretó Bouez, en gal·ló Bouaye) és un municipi francès, situat a la regió de país del Loira, al departament de Loira Atlàntic, que històricament ha format part de la Bretanya. L'any 2006 tenia 5.632 habitants. Limita amb els municipis de Brains, Bouguenais, Saint-Aignan-Grandlieu, Saint-Philbert-de-Grand-Lieu, Saint-Mars-de-Coutais i Saint-Léger-les-Vignes.

## Demografia
| Evolució de la població Ehess i INSEE |      |       |       |       |      |       |       |       |
| 1793                                  | 1800 | 1806  | 1821  | 1831  | 1836 | 1841  | 1846  | 1851  |
| 1 465                                 | 834  | 1 042 | 1 123 | 1 297 | -    | 1 298 | 1 304 | 1 332 |

| 1856  | 1861  | 1866  | 1872  | 1876  | 1881  | 1886  | 1891  | 1896  |
| ----- | ----- | ----- | ----- | ----- | ----- | ----- | ----- | ----- |
| 1 294 | 1 388 | 1 397 | 1 340 | 1 383 | 1 437 | 1 409 | 1 420 | 1 433 |

| 1901  | 1906  | 1911  | 1921  | 1926  | 1931  | 1936  | 1946  | 1954  |
| ----- | ----- | ----- | ----- | ----- | ----- | ----- | ----- | ----- |
| 1 400 | 1 469 | 1 389 | 1 215 | 1 267 | 1 279 | 1 264 | 1 355 | 1 406 |

| 1962  | 1968  | 1975  | 1982  | 1990  | 1999  | 2006 | 2011 | 2016 |
| ----- | ----- | ----- | ----- | ----- | ----- | ---- | ---- | ---- |
| 1 520 | 1 607 | 2 209 | 3 445 | 4 815 | 5 251 | -    | -    | -    |

| 2019 | - | - | - | - | - | - | - | - |
| ---- | - | - | - | - | - | - | - | - |
| -    | - | - | - | - | - | - | - | - |

## Administració
| Període   | Identitat            | Partit             |
| --------- | -------------------- | ------------------ |
| 1989-2001 | Yves Prat            | PS                 |
| 2001-2008 | Marie-France Burgaud | MoDem              |
| 2008-     | Jacques Garreau      | Llista PS/PC/Verts |